# ناتالیا نموچینوا
ناتالیا نموچینوا (انگلیسی: Natalia Nemchinova؛ زادهٔ ۱۰ ژوئن ۱۹۷۵) تنیس‌باز اهل اوکراین است.